# Zini
Ambrosini Antonio Cabaça Salvador znany jako Zini (ur. 3 lipca 2002 w Cazendze) – angolski piłkarz grający na pozycji napastnika. Od 2023 jest zawodnikiem klubu AEK Ateny.

## Kariera klubowa
Swoją karierę piłkarską Zini rozpoczął w klubie CD Primeiro de Agosto. W sezonie 2020/2021 zadebiutował w jego barwach w pierwszej lidze angolskiej. W sezonie 2021/2022 wywalczył z nim wicemistrzostwo Angoli.
Na początku 2023 roku Zini przeszedł do greckiego klubu AEK Ateny. Zadebiutował w nim 3 maja 2023 w zremisowanym 0:0 domowym meczu z Olympiakosem.
| Sezon   | Klub                  | Kraj   | Rozgrywki            | Mecze | Bramki |
| ------- | --------------------- | ------ | -------------------- | ----- | ------ |
| 2020/21 | CD Primeiro de Agosto | Angola | Girabola             | 22    | 12     |
| 2021/22 | CD Primeiro de Agosto | Angola | Girabola             | 25    | 8      |
| 2022/23 | CD Primeiro de Agosto | Angola | Girabola             | 0     | 0      |
| 2022/23 | AEK Ateny             | Grecja | Superleague Ellada   | 2     | 0      |
| 2022/23 | AEK Ateny B           | Grecja | Superleague Ellada 2 | 7     | 0      |

## Kariera reprezentacyjna
W reprezentacji Angoli Zini zadebiutował 7 września 2021 roku w przegranym 0:1 meczu eliminacji do MŚ 2022 z Libią, rozegranym w Luandzie. W 2024 roku został powołany do kadry na Puchar Narodów Afryki 2023. W tym turnieju rozegrał pięć meczów: grupowe z Algierią (1:1), z Mauretanią (3:2) i z Burkiną Faso (2:0), w którym strzelił gola, w 1/8 finału z Namibią (3:0) i w ćwierćfinale z Nigerią (0:1).